# ウンベルト・メヒア
ウンベルト・アルベルト・メヒア・ヌニェス（Humberto Albert Mejía Nunez、1997年3月3日 - ）は、パナマ・パナマ市出身のプロ野球選手（投手）。右投右打。中日ドラゴンズ所属。
同じ英語発音でもウーンベアト(oom-BAIR-toh)と、フンベアト(hum-BAIR-toh)など、出典によっても異なっているので一概に言えない。

## 経歴
| 年   | チーム | 階級   |
| ---- | ------ | ------ |
| 2015 | MIA    | FRk    |
| 2016 | MIA    | Rk, A- |
| 2018 | MIA    | A-     |
| 2019 | MIA    | A, A+  |
| 2020 | MIA    | MLB    |
| 2020 | ARI    | MLB    |

### プロ入りとマーリンズ時代
2013年9月16日にインターナショナル・フリーエージェントでマイアミ・マーリンズと契約金5万ドルでプロ入り。
2014年は肩の故障により出場はなかった。
契約から2年後の2015年6月5日にマーリンズ傘下のマイナーチームであるルーキー級ドミニカン・サマーリーグ・マーリンズで先発しプロデビュー。同シーズン同チームで13試合に先発し、74.2回を投げて防御率1.69を記録した。
2016年はルーキー級ガルフ・コーストリーグ・マーリンズとA-級バタビア・マックドッグスに2チームに所属。2チーム合計で13試合に登板して防御率2.09を記録した。
2017年は2014年同様、肩の故障により出場はなかった。
2018年はA-級バタビアに所属し、15試合に登板して防御率3.30を記録した。
2019年はA級クリントン・ランバーキングスとA+級ジュピター・ハンマーヘッズに2チームに所属。7月と8月は腕に痛みがあったため、3登板のみに留まった。シーズン成績は2チーム合計で18試合に登板、防御率2.09を記録した。シーズンオフにルール・ファイブ・ドラフトから保護するため、メヒアを40人枠に追加した。
2020年、7月の開幕はロジャー・ディーン・スタジアムを本拠地とするAlternate Training Siteに配属された。8月7日にアクティブ・ロースターに昇格。チームは当初、メヒアを2022年にメジャーデビューさせる見込みであったが、COVID-19の影響により予定を繰り上げての昇格となった。同日に行われたメッツ戦で先発し、メジャーデビュー。この試合では2.1回を投げ6奪三振1失点であった。

### ダイヤモンドバックス時代

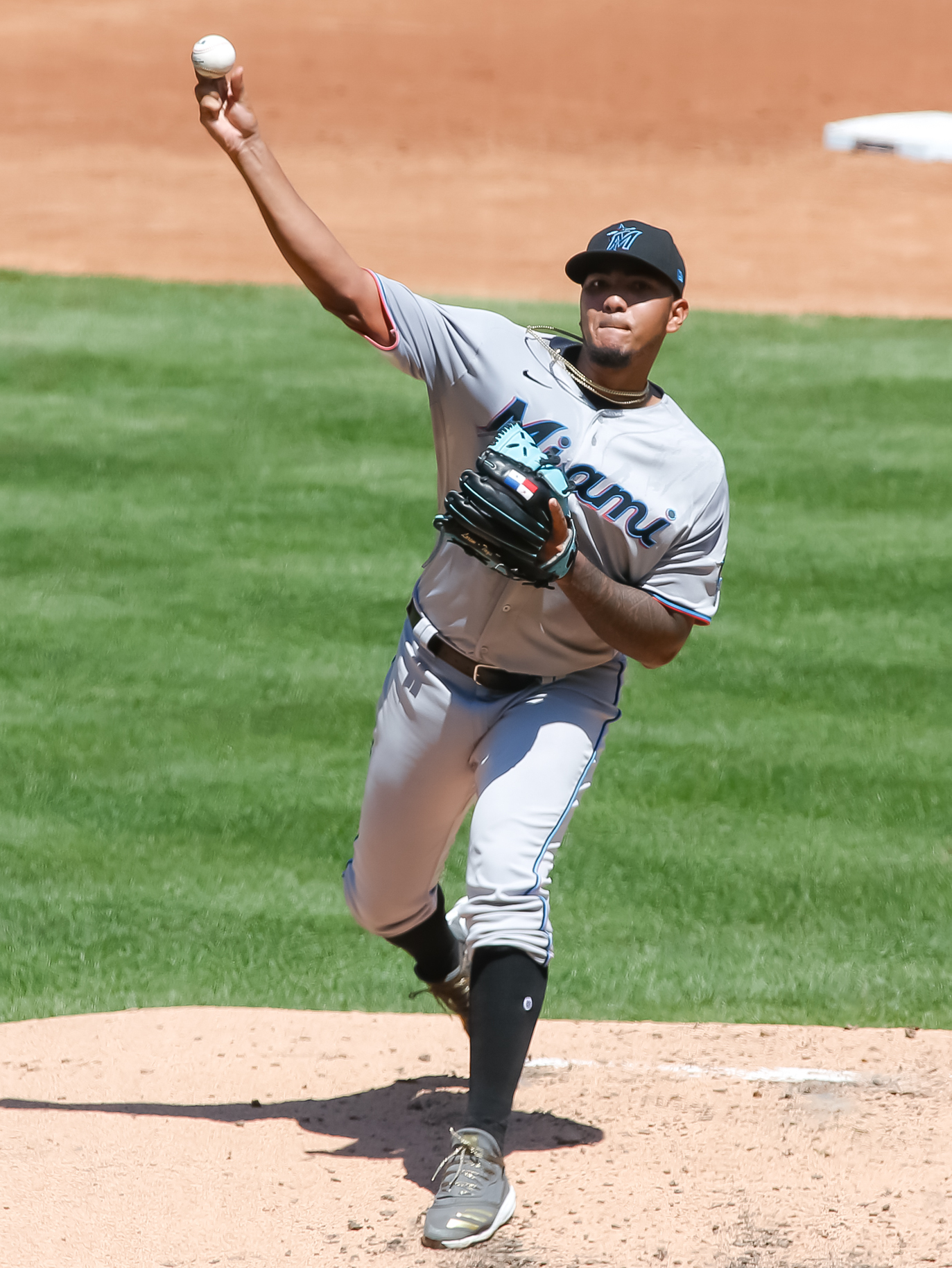
マイアミ・マーリンズ時代
（2020年8月23日 ナショナルズ・パーク）

2020年8月31日にスターリング・マルテとのトレードで、ケイレブ・スミス、後日発表選手と共にアリゾナ・ダイヤモンドバックスへ移籍した。
2021年は5試合に先発登板したが勝ち星を挙げることはできず、0勝3敗、防御率7.25に終わった。
2022年4月7日にDFAとなり、10日にマイナー契約を結んで残留した。AAA級リノ・エーシズで9試合に登板後の5月23日に自由契約となった。

### メキシカンリーグ時代
2022年6月5日にリーガ・メヒカーナ・デ・ベイスボルのオアハカ・ウォーリアーズと契約した。3試合に先発登板したが、0勝2敗、防御率7.71に終わり、6月24日に自由契約となった。6月26日に同リーグのグアダラハラ・マリアッチスと契約した。8月1日に同リーグのティフアナ・ブルズと契約した。

### メッツ傘下時代
2023年1月12日にニューヨーク・メッツとマイナー契約を結んだ。また、シーズン開幕前の3月に開催された第5回ワールド・ベースボール・クラシック（WBC）にパナマ代表として出場した。

### 中日時代
2023年5月24日、NPBの中日ドラゴンズと契約を結んだことが発表された。背番号は91。単年契約で年俸は5000万円。6月24日のヤクルト戦（バンテリンドーム ナゴヤ）でNPB初登板を果たし、3度目の先発登板となった7月8日の広島戦（同）でNPB初勝利を挙げた。しかし8月2日の阪神戦（同）の先発で3回を投げ終えた直後に緊急降板し、翌日名古屋市内の病院で右大胸筋損傷の診断を受け、出場登録を抹消された。約1か月半後の9月20日のヤクルト戦（神宮球場）で一軍復帰し、最終的にシーズン通算で8試合に先発し、3勝1敗、防御率2.23を記録した。

## 選手としての特徴・人物
マーリンズ時代は傘下内で最もコントロールが良い投手とされており、落差のある70mph台のカーブと、常時90-93mph、最速95mphの速球を主な球種としている。その他スライダーやチェンジアップも使用する。
愛称の「チュン」は幼少期に相撲好きの祖父からつけられた。ドミニカ共和国でチュンと呼ばれる力士がいたのと、幼少期のメヒアが少し太っていたことが由来だという。

## 詳細情報

### 年度別投手成績
| 年 度    | 球 団    | 登 板 | 先 発 | 完 投 | 完 封 | 無 四 球 | 勝 利 | 敗 戦 | セ 丨 ブ | ホ 丨 ル ド | 勝 率 | 打 者 | 投 球 回 | 被 安 打 | 被 本 塁 打 | 与 四 球 | 敬 遠 | 与 死 球 | 奪 三 振 | 暴 投 | ボ 丨 ク | 失 点 | 自 責 点 | 防 御 率 | W H I P |
| -------- | -------- | ----- | ----- | ----- | ----- | -------- | ----- | ----- | -------- | ----------- | ----- | ----- | -------- | -------- | ----------- | -------- | ----- | -------- | -------- | ----- | -------- | ----- | -------- | -------- | ------- |
| 2020     | MIA      | 3     | 3     | 0     | 0     | 0        | 0     | 2     | 0        | 0           | .000  | 49    | 10.0     | 13       | 3           | 6        | 0     | 1        | 11       | 0     | 0        | 8     | 6        | 5.40     | 1.90    |
| 2021     | ARI      | 5     | 5     | 0     | 0     | 0        | 0     | 3     | 0        | 0           | .000  | 105   | 22.1     | 32       | 5           | 9        | 1     | 0        | 20       | 0     | 0        | 19    | 18       | 7.25     | 1.84    |
| 2023     | 中日     | 8     | 8     | 0     | 0     | 0        | 3     | 1     | 0        | 0           | .750  | 179   | 44.1     | 31       | 3           | 18       | 0     | 2        | 20       | 1     | 0        | 11    | 11       | 2.23     | 1.11    |
| 2024     | 中日     | 15    | 15    | 0     | 0     | 0        | 3     | 8     | 0        | 0           | .273  | 323   | 75.2     | 73       | 7           | 24       | 1     | 4        | 51       | 1     | 0        | 42    | 41       | 4.88     | 1.28    |
| MLB：2年 | MLB：2年 | 8     | 8     | 0     | 0     | 0        | 0     | 5     | 0        | 0           | .000  | 154   | 32.1     | 45       | 8           | 15       | 1     | 1        | 31       | 0     | 0        | 27    | 24       | 6.68     | 1.86    |
| NPB：2年 | NPB：2年 | 23    | 23    | 0     | 0     | 0        | 6     | 9     | 0        | 0           | .400  | 502   | 120.0    | 104      | 10          | 42       | 1     | 6        | 71       | 2     | 0        | 53    | 52       | 3.90     | 1.22    |

- 2024年度シーズン終了時

### WBCでの投手成績
| 年 度 | 代 表  | 登 板 | 先 発 | 勝 利 | 敗 戦 | セ ｜ ブ | 打 者 | 投 球 回 | 被 安 打 | 被 本 塁 打 | 与 四 球 | 敬 遠 | 与 死 球 | 奪 三 振 | 暴 投 | ボ ｜ ク | 失 点 | 自 責 点 | 防 御 率 |
| ----- | ------ | ----- | ----- | ----- | ----- | -------- | ----- | -------- | -------- | ----------- | -------- | ----- | -------- | -------- | ----- | -------- | ----- | -------- | -------- |
| 2023  | パナマ | 2     | 1     | 0     | 0     | 0        | 17    | 4.0      | 3        | 0           | 3        | 0     | 0        | 1        | 0     | 0        | 0     | 0        | 0.00     |

- 太字は大会最高

### 年度別守備成績
| 年 度 | 球 団 | 投手（P） | 投手（P） | 投手（P） | 投手（P） | 投手（P） | 投手（P） |
| 年 度 | 球 団 | 試 合     | 刺 殺     | 補 殺     | 失 策     | 併 殺     | 守 備 率  |
| ----- | ----- | --------- | --------- | --------- | --------- | --------- | --------- |
| 2020  | MIA   | 3         | 0         | 0         | 0         | 0         | ----      |
| 2021  | ARI   | 5         | 1         | 0         | 0         | 0         | 1.000     |
| 2023  | 中日  | 8         | 2         | 5         | 0         | 0         | 1.000     |
| 2024  | 中日  | 15        | 1         | 10        | 1         | 2         | .917      |
| MLB   | MLB   | 8         | 1         | 0         | 0         | 0         | 1.000     |
| NPB   | NPB   | 23        | 3         | 15        | 1         | 2         | .947      |

- 2024年度シーズン終了時

### 記録

#### 初記録
投手記録
- 初登板・初先発登板：2023年6月24日、対東京ヤクルトスワローズ10回戦（バンテリンドーム ナゴヤ）、4回1失点で勝敗つかず[17]
- 初奪三振：2023年7月1日、対横浜DeNAベイスターズ10回戦（横浜スタジアム）、3回裏にトレバー・バウアーから見逃し三振
- 初勝利・初先発勝利：2023年7月8日、対広島東洋カープ12回戦（バンテリンドーム ナゴヤ）、6回5安打1失点[18]
- 初ホールド：2025年8月15日、対横浜DeNAベイスターズ18回戦（バンテリンドーム ナゴヤ）、7回表に2番手で救援登板、1回無失点

打撃記録
- 初打席：2023年6月24日、対東京ヤクルトスワローズ10回戦（バンテリンドーム ナゴヤ）、2回裏に小川泰弘から二ゴロ
- 初安打・初打点：2023年8月2日、対阪神タイガース17回戦（バンテリンドーム ナゴヤ）、2回裏に秋山拓巳から左越適時二塁打

### 背番号
- 77（2020年）
- 62（2021年）
- 91（2023年6月2日 - ）

### 代表歴
- 2023 ワールド・ベースボール・クラシック・パナマ代表